# Archie Gray
Archie James Francis Gray (Durham, 12 marzo 2006) è un calciatore inglese, centrocampista del Tottenham e della nazionale Under-21 inglese.

## Biografia
Di famiglia scozzese, suo padre Andrew, suo nonno Frank, il suo prozio Eddie e il figlio di quest'ultimo Stuart sono stati calciatori professionisti. Suo fratello Harry, invece, gioca attualmente per il Leeds United.

## Carriera

### Club
Gray è cresciuto nel settore giovanile del Leeds Utd, con cui ha firmato il primo contratto professionistico il 17 marzo 2023. Ha debuttato in prima squadra il 6 agosto 2023 nell'incontro di Championship pareggiato 2-2 contro il Cardiff City. Nel corso della stagione si è rivelato essere un giocatore fondamentale per i Peacocks, con cui ha disputato 52 gare totali.
Il 2 luglio 2024 è stato acquistato a titolo definitivo dal Tottenham per 41 milioni di euro; con il club londinese esordisce prima nella prima divisione inglese e poi nelle competizioni UEFA per club (più precisamente in Europa League).

### Nazionale
Ha giocato nelle nazionali giovanili inglesi Under-15, Under-16, Under-17, Under-19, Under-20 ed Under-21.
Nel 2025 partecipa agli Europei Under-21.

## Statistiche

### Presenze e reti nei club
Statistiche aggiornate al 26 maggio 2025.
| Stagione        | Squadra         | Campionato      | Campionato | Campionato | Coppe nazionali | Coppe nazionali | Coppe nazionali | Coppe continentali | Coppe continentali | Coppe continentali | Altre coppe | Altre coppe | Altre coppe | Totale | Totale |
| Stagione        | Squadra         | Comp            | Pres       | Reti       | Comp            | Pres            | Reti            | Comp               | Pres               | Reti               | Comp        | Pres        | Reti        | Pres   | Reti   |
| --------------- | --------------- | --------------- | ---------- | ---------- | --------------- | --------------- | --------------- | ------------------ | ------------------ | ------------------ | ----------- | ----------- | ----------- | ------ | ------ |
| 2023-2024       | Leeds Utd       | FLC             | 44+3       | 0          | FACup+CdL       | 3+2             | 0               |                    | -                  | -                  |             | -           | -           | 52     | 0      |
| 2024-2025       | Tottenham       | PL              | 28         | 0          | FACup+CdL       | 2+5             | 0               | UEL                | 11                 | 0                  |             | -           | -           | 45     | 0      |
| Totale carriera | Totale carriera | Totale carriera | 75         | 0          |                 | 12              | 0               |                    | 11                 | 0                  |             | -           | -           | 97     | 0      |

## Palmarès

### Club

#### Competizioni internazionali
- UEFA Europa League: 1

Tottenham Hotspur: 2024-2025

### Nazionale
- Campionato d'Europa Under-21: 1

Slovacchia 2025